# Polytrichophora reginae
Polytrichophora reginae är en tvåvingeart som beskrevs av Wayne N. Mathis 1997. Polytrichophora reginae ingår i släktet Polytrichophora och familjen vattenflugor. Inga underarter finns listade i Catalogue of Life.